# Artem Klein
Artem Klein (* 16. Januar 1994 in Omsk) ist ein deutsch-russischer Eishockeyspieler, der zuletzt bei den Melbourne Ice in der Australian Ice Hockey League spielte.

## Leben
Artem Klein wurde in Russland geboren, 2003 zog er mit seiner Familie nach Deutschland. Während seiner Eishockeykarriere besuchte er das Nikolaus-Groß-Weiterbildungskolleg in Essen. Von 2017 bis 2021 studierte er Betriebswirtschaftslehre an der Universität Mannheim und absolvierte ein Auslandssemester an der San Diego State University in den USA. Zwischen 2017 und 2019 fungierte Klein als Manager und sportlicher Leiter der Seniorenmannschaft der Mad Dogs Mannheim. Anschließend wurde er sportlicher Berater der Mannschaft.

## Karriere
Klein begann seine Karriere als Eishockeyspieler in der Nachwuchsabteilung der KHL-Mannschaft HK Awangard Omsk. Nach dem Umzug nach Deutschland spielte er für die Nachwuchsmannschaften der Jungadler Mannheim, die er unter anderem als Kapitän und Topscorer in der Schüler-Bundesliga anführte und mit denen er in der Saison 2008/09 die Meisterschaft gewann. Nach dem Gewinn der Deutschen Meisterschaft in der Deutschen Nachwuchsliga in der Saison 2009/10 wechselte der Stürmer zur Saison 2010/11 zur Juniorenmannschaft des Krefelder EV. In der Saison 2011/12 lief er erstmals im Seniorenbereich für die zweite Mannschaft der Krefelder in der Oberliga auf. Mit Abschluss der Saison wurde Klein im Hinblick auf den NHL Entry Draft 2012 seitens der National Hockey League auf Platz 82 der europäischen Feldspieler gelistet. Zur Saison 2012/13 unterschrieb der Linksschütze seinen ersten Profivertrag bei den Krefeld Pinguinen. In dieser Spielzeit absolvierte Klein ein Spiel in der Deutschen Eishockey Liga und lief ansonsten im DNL- und Oberliga-Team auf. 
Zur Saison 2013/14 unterschrieb Klein zunächst bei den Hannover Scorpions, die aber zu Beginn der Saison sich  aus der DEL zurückzogen und ihre Lizenz an die Schwenninger Wild Wings verkauften. Der Linksschütze unterschrieb daraufhin bei der Juniorenmannschaft von EC Red Bull Salzburg, die zu diesem Zeitpunkt in der russischen Molodjoschnaja Chokkeinaja Liga spielte. Im weiteren Verlauf der Saison wechselte er zu den Wild Boys Chemnitz in die Oberliga und absolvierte per Förderlizenz auch ein Spiel für die Dresdner Eislöwen in der DEL2. In der Spielzeit 2014/15 spielte der Stürmer für die Saale Bulls Halle in der Oberliga und lief ebenfalls für ein Spiel beim Kooperationspartner Eispiraten Crimmitschau in der DEL2 auf. Seine weiteren Stationen in der Oberliga waren die Moskitos Essen (Saison 2015/16) und der Herner EV (Saison 2016/17). Nach bestandenem Abitur beschloss er, sich stärker auf seine akademische Karriere zu konzentrieren.
Aufgrund seines Studiums wechselte Klein zu den Mad Dogs Mannheim in die Regionalliga Süd-West, für die er in der Saison 2017/18 und 2018/19 als Assistenzkapitän auflief. Im Rahmen eines Auslandssemesters spielte der Stürmer in der Saison 2019/20 für die Eishockeymannschaft der San Diego State University in der Division 2 der American Collegiate Hockey Association. Mit Ablauf des Auslandssemesters beendete er die Saison bei den Eisbären Heilbronn in der Regionalliga Süd-West und kehrte zur Saison 2020/21 wieder zu den Mad Dogs Mannheim zurück. Im Sommer 2021 spielte er außerdem für die Bat Yam Dolphins in der neu gegründeten Israel Elite Hockey League. In der Saison 2021/22 stand Klein beim FC Barcelona in der spanischen Superliga unter Vertrag. Mit der Mannschaft wurde er Spanischer Meister und nahm an der 1. Runde des IIHF Continental Cup teil. In der Spielzeit 2022/23 lief Klein zunächst für die Eisbären Heilbronn in der Regionalliga Süd-West auf, ehe er im Sommer 2023 zu den Melbourne Ice in die Australian Ice Hockey League wechselte.

### International
Für Deutschland nahm Klein an verschiedenen Turnieren der Junioren-Nationalmannschaften teil.

## Erfolge und Auszeichnungen
- 2009 Schüler-Bundesliga-Meister mit den Jungadler Mannheim
- 2009 Topscorer Schüler-Bundesliga
- 2010 Deutsche-Nachwuchsliga-Meister mit den Jungadler Mannheim
- 2021 Topscorer Regionalliga Süd-West
- 2021 Topscorer Israel Elite Hockey League
- 2022 Spanischer Meister mit dem FC Barcelona